# Liste der Baudenkmäler in Stotzheim (Hürth)
Die Liste der Baudenkmäler in Stotzheim (Hürth) enthält die denkmalgeschützten Bauwerke auf dem Gebiet von Hürth-Stotzheim in Nordrhein-Westfalen (Stand: März 2018). Diese Baudenkmäler sind in der Denkmalliste der Stadt Hürth eingetragen; Grundlage für die Aufnahme ist das Denkmalschutzgesetz Nordrhein-Westfalen (DSchG NRW).

## Baudenkmäler
Die Liste der Baudenkmäler enthält Sakralbauten, Wohn- und Fachwerkhäuser, historische Gutshöfe und Adelsbauten, Industrieanlagen, Wegekreuze und andere Kleindenkmäler sowie Grabmale und Grabstätten, die eine besondere Bedeutung für die Geschichte Hürths haben.
Hinweis: Die Reihenfolge der Denkmäler in dieser Liste entspricht der offiziellen Liste und ist nach laufender Nummer, Name (Bezeichnung), Stadtteil und Adresse (Straße) sortierbar.
| Bild                                                  | Bezeichnung                                           | Lage                                    | Beschreibung | Bauzeit | Eingetragen seit | Denkmal- nummer |
| ----------------------------------------------------- | ----------------------------------------------------- | --------------------------------------- | --- | ------- | ---------------- | --------------- |
| Lehmfachwerkhaus                                      | Lehmfachwerkhaus                                      | Rodderstraße 33 Karte                   | |         |                  | 4               |
| Wegekreuz                                             | Wegekreuz                                             | Rodderstraße / Decksteiner Straße Karte | |         |                  | 34              |
| Friedhofskreuze                                       | Friedhofskreuze                                       | Friedhof Stotzheim Karte                | |         |                  | 67              |
| Ehrenmal                                              | Ehrenmal                                              | Keutenstraße                            | |         |                  | 86              |
|                                                       | Grabmal Schorn, N/2 (Friedhof Stotzheim)              | Keutenstraße                            | |         |                  | 133             |
| Grabmal Weygold, Neues Feld / 10 (Friedhof Stotzheim) | Grabmal Weygold, Neues Feld / 10 (Friedhof Stotzheim) | Keutenstraße                            | Johann Peter Weygold (1811–1876), Gutsbesitzer des Stotzheimer Hospitalhofes, war Hürther und Efferner Bürgermeister und preußischer Abgeordneter |         |                  | 134             |
|                                                       | Grabmal Müller (Friedhof Stotzheim)                   | Keutenstraße                            | |         |                  | 135             |
|                                                       | Grabmal Keuten, N 1/3 (Friedhof Stotzheim)            | Keutenstraße                            | |         |                  | 136             |
| Grabmal Horrix, Neues Feld / 6 (Friedhof Stotzheim)   | Grabmal Horrix, Neues Feld / 6 (Friedhof Stotzheim)   | Keutenstraße                            | |         |                  | 137             |
| Hochkreuz, Rondell / 9 (Friedhof Stotzheim)           | Hochkreuz, Rondell / 9 (Friedhof Stotzheim)           | Keutenstraße                            | |         |                  | 138             |
| Ehem. Pfarrergrabmal Kirchen, N5 (Friedhof Stotzheim) | Ehem. Pfarrergrabmal Kirchen, N5 (Friedhof Stotzheim) | Keutenstraße                            | |         |                  | 139             |

## Belege
1. 1 2  Denkmalliste auf der Website der Stadt Hürth (PDF)